# Liste d'élections en 1849
Chronologie des élections
- 1845
- 1846
- 1847
- 1848
- 1849
- 1850
- 1851
- 1852
- 1853

Cet article recense les élections organisées durant l'année 1849.

## Élections nationales en 1849
| Date                          | État             | Élection ou référendum                    | Contexte                                                                                          | Résultat |
| ----------------------------- | ---------------- | ----------------------------------------- | ------------------------------------------------------------------------------------------------- | --- |
| 7 août 1848 - 6 novembre 1849 | États-Unis       | Législatives (chambre (en) et sénat (en)) |                                                                                                   | Cette section est vide, insuffisamment détaillée ou incomplète. Votre aide est la bienvenue ! Comment faire ? |
| 7 février                     | Prusse           | Législatives                              |                                                                                                   | Cette section est vide, insuffisamment détaillée ou incomplète. Votre aide est la bienvenue ! Comment faire ? |
| 1er avril                     | Nouvelle-Grenade | Présidentielle                            |                                                                                                   | Cette section est vide, insuffisamment détaillée ou incomplète. Votre aide est la bienvenue ! Comment faire ? |
| 1er mai                       | Liberia          | Législatives (en)                         | Simultanément à un référendum constitutionnel (en)                                                | Victoire des partisans du président Joseph Jenkins Roberts,.                                                  |
| 1er mai                       | Liberia          | Référendum constitutionnel (en)           | Proposition : augmentation du nombre de députés du comté de Sinoe à la Chambre des représentants. | Proposition adoptée.                                                                                          |
| 13 - 14 mai                   | France           | Législatives                              |                                                                                                   | Cette section est vide, insuffisamment détaillée ou incomplète. Votre aide est la bienvenue ! Comment faire ? |
| 27 juillet                    | Prusse           | Législatives                              |                                                                                                   | Cette section est vide, insuffisamment détaillée ou incomplète. Votre aide est la bienvenue ! Comment faire ? |
| 14 octobre                    | Équateur         | Présidentielle (es)                       |                                                                                                   | Cette section est vide, insuffisamment détaillée ou incomplète. Votre aide est la bienvenue ! Comment faire ? |
| 2 - 9 décembre                | Costa Rica       | Présidentielle (en)                       |                                                                                                   | Cette section est vide, insuffisamment détaillée ou incomplète. Votre aide est la bienvenue ! Comment faire ? |
| 4 décembre                    | Danemark         | Législatives (en)                         |                                                                                                   | Cette section est vide, insuffisamment détaillée ou incomplète. Votre aide est la bienvenue ! Comment faire ? |

## Élections en subdivisions nationales en 1849
Cette section concerne les élections législatives dans un État fédéré, une subdivision territoriale ou une colonie d'un État souverain, ainsi que leurs principaux référendums.
| Date                  | Subdivision                | État                     | Élection ou référendum | Contexte | Résultat |
| --------------------- | -------------------------- | ------------------------ | ---------------------- | -------- | --- |
| janvier               | Schwarzbourg-Sondershausen | Confédération germanique | Législatives           |          | Cette section est vide, insuffisamment détaillée ou incomplète. Votre aide est la bienvenue ! Comment faire ? |
| mars - avril          | Saxe-Lauenbourg            | Confédération germanique | Législatives           |          | Cette section est vide, insuffisamment détaillée ou incomplète. Votre aide est la bienvenue ! Comment faire ? |
| avril - 15 mai        | Lippe                      | Confédération germanique | Législatives (de)      |          | Cette section est vide, insuffisamment détaillée ou incomplète. Votre aide est la bienvenue ! Comment faire ? |
| 3 juin                | Bade                       | Confédération germanique | Constituantes          |          | Assemblée constituante (de)                                                                                   |
| 16 - 20 août          | Malte                      | Empire britannique       | Générales (en)         |          | Cette section est vide, insuffisamment détaillée ou incomplète. Votre aide est la bienvenue ! Comment faire ? |
| décembre              | Anhalt                     | Confédération germanique | Législatives           |          | Liste des députés (de)                                                                                        |
| août 1849 - mars 1850 | Union d'Erfurt             | Confédération germanique | Législatives (de)      |          | Voir l'article Liste d'élections en 1850                                                                      |